# Alos (Ariège)
Alos es una localidad y  comuna francesa en la región de Mediodía-Pirineos, departamento de Ariège, en el distrito de Saint-Girons.

## Demografía
| 305 | 260 | 212 | 173 | 136 | 131 |
| Para los censos de 1962 a 1999 la población legal corresponde a la población sin duplicidades (Fuente: INSEE [Consultar]) |     |     |     |     |     |